# 小松崎真理
小松崎真理（1988年9月3日—），出生於日本栃木縣，為一名寫真女星、模特、演員，有「澀谷世界魅力女孩」之稱。

## 簡介
活耀於一些「女性時尚雜誌」，如《EGG》、《BLANDA》、《Ageha》等辣妹雜誌，也為《Sabra.net》拍攝了一系列的性感寫真。
2009年，曾在《FLASH》、《sabara》雜誌上發表過半裸的寫真集。
2010年，參與情色電影《花與蛇3》的演出，在片中更與小向美奈子上演蕾絲邊的性愛場景。